# Port lotniczy Letfotar
Port lotniczy Letfotar (IATA: MOM, ICAO: GQNL) – port lotniczy położony w Al-Midżrija, w regionie Takant, w Mauretanii.